# Villa Consuelo
Villa Consuelo är en del av en befolkad plats i Dominikanska republiken. Den ligger i provinsen Santo Domingo, i den sydöstra delen av landet, 10 km öster om huvudstaden Santo Domingo. Villa Consuelo ligger 50 meter över havet och antalet invånare är 28 621.
Terrängen runt Villa Consuelo är platt. Havet är nära Villa Consuelo åt sydost. Närmaste större samhälle är Santo Domingo, 9,5 km väster om Villa Consuelo. Runt Villa Consuelo är det i huvudsak tätbebyggt.